# Photo with Blue Sky, White Cloud, Wires, Windows and a Red Roof
Albums de Jan Garbarek
Places
(1978) Aftenland
(1979)
Photo with Blue Sky, White Cloud, Wires, Windows and a Red Roof, parfois raccourci en Photo with... est un album du saxophoniste norvégien Jan Garbarek, paru en 1979 sur le label Edition of Contemporary Music. C'est un disque en quartet avec Jan Garbarek au saxophone ténor et soprano, Bill Connors à la guitare, John Taylor au piano, Eberhard Weber à la contrebasse, et Jon Christensen à la batterie. Le disque est enregistré en décembre 1978 au Talent Studio, à Oslo.

## Musiciens
- Jan Garbarek - saxophone ténor, saxophone soprano
- Bill Connors- guitare
- John Taylor - piano, orgue
- Eberhard Weber - contrebasse
- Jon Christensen - batterie

## Titres
| No | Titre       | Durée |
| -- | ----------- | ----- |
| 1. | Blue Sky    | 6:41  |
| 2. | White Cloud | 9:02  |
| 3. | Windows     | 6:42  |
| 4. | Red Roof    | 7:45  |
| 5. | Wires       | 5:20  |
| 6. | The Picture | 8:00  |